# Andy Wilkinson
Andrew Gordon "Andy" Wilkinson, född 6 augusti 1984 i Stone, är en engelsk före detta fotbollsspelare som spelade hela sin karriär i Stoke City. Han var dock utlånad till Telford United, Partick Thistle, Shrewsbury Town, Blackpool och Millwall
I februari 2016 meddelade Wilkinson att han avslutade sin fotbollskarriär.